# Il mio nome è Parvana
Il mio nome è Parvana (My Name is Parvana) è un libro della scrittrice canadese Deborah Ellis che riprende le vicende delle precedenti opere che costituiscono la Trilogia del Burqa (Sotto il burqa, Il viaggio di Parvana e Città di fango).

## Edizioni
- Deborah Ellis, Il mio nome è di Parvana, traduzione di Claudia Manzolelli, Rizzoli Narrantiva Ragazzi, Rizzoli, 2013,  p. 224, ISBN 978-88-17-06386-9.